# 青森県道152号三戸停車場線
青森県道152号三戸停車場線（あおもりけんどう152ごう さんのへていしゃじょうせん）は、青森県三戸郡南部町内を通る一般県道である。

## 概要
青い森鉄道線三戸駅から南部町大向で青森県道258号三戸南部線に合流する。

### 路線データ
- 起点 : 三戸停車場線[2]
- 終点 : 国道四号交点（三戸郡南部町）[2][1]（青森県道258号三戸南部線交点）

## 歴史
- 1961年（昭和36年）2月10日 - 県道に認定される[2]。

## 地理

### 交差する道路
- 青森県道258号三戸南部線（終点）

### 沿線の施設
- 青い森鉄道青い森鉄道線 三戸駅
- 三戸駅前郵便局
- 村井家住宅